# Eschborn-Frankfurt
Eschborn-Frankfurt, voorheen bekend als Rund um den Henninger-Turm en soms aangeduid als de Grote Prijs van Frankfurt, is een wielerwedstrijd die sinds 1962 jaarlijks op de Dag van de Arbeid (1 mei) rond het Duitse Frankfurt am Main en Eschborn wordt verreden. Hij maakt sinds 2017 uit van de World Tour.

## Geschiedenis
Tot de invoering van de wereldbeker vond deze wedstrijd vaak op dezelfde dag plaats als het Kampioenschap van Zürich. Beide wedstrijden hadden een wat lagere status dan de reeks aprilklassiekers. De UCI wilde, om koersen te spreiden over het jaar, de wedstrijd verplaatsen naar het najaar. De organisatoren wensten echter vast te houden aan 1 mei. Aangezien Zürich wel bereid was naar het najaar te gaan werd die wedstrijd wél opgenomen in de wereldbeker en Rund um den Henninger Turm niet. Jarenlang werd de wedstrijd nog wel gezien als een van de belangrijkste eendaagse wedstrijden buiten de wereldbeker. Omdat men toch graag een Duitse wedstrijd in de wereldbeker wilde hebben, werd besloten de HEW Cyclassics, voorheen een onbelangrijke wedstrijd, op te waarderen tot een wereldbekerwedstrijd.
Om diezelfde reden maakt de wedstrijd geen deel uit van de in 2005 ingevoerde UCI ProTour maar van het continentale circuit UCI Europe Tour. in 2017 werd de wedstrijd alsnog gepromoveerd naar het hoogste niveau.
Initiatiefnemers waren de broers Erwin en Hermann Moos. Toen de laatste zich uit de organisatie terugtrok, werd hij opgevolgd door zijn zoon Bernd. In 2009 wordt de wedstrijd verreden onder de naam Eschborn-Frankfurt City Loop, daarna werd de naam Rund um den Finanzplatz Eschborn-Frankfurt.
De Noor Alexander Kristoff is met vier overwinningen recordhouder, hij verbeterde de Duitser Erik Zabel die de koers drie keer won. De Australiër Phil Anderson, de Duitser Fabian Wegmann, de Nederlander Karsten Kroon en de Belgen Ludo Peeters, Georges Pintens & Jean-Marie Wampers wonnen allemaal twee keer. In totaal won er zeventien keer een Belg en vijf keer een Nederlander.
In 2015 werd de wedstrijd voortijdig afgelast nadat de Duitse politie een geplande terroristische aanslag langs het parcours had verijdeld. Omwille van veiligheidsredenen werd het evenement afgeblazen.

## Lijst van winnaars

### Meervoudige winnaars
| Overwinningen | Renner             | Jaren                  |
| ------------- | ------------------ | ---------------------- |
| 4             | Alexander Kristoff | 2014, 2016, 2017, 2018 |
| 3             | Erik Zabel         | 1999, 2002, 2005       |
| 2             | Georges Pintens    | 1969, 1973             |
| 2             | Ludo Peeters       | 1982, 1983             |
| 2             | Phil Anderson      | 1984, 1985             |
| 2             | Jean-Marie Wampers | 1986, 1989             |
| 2             | Karsten Kroon      | 2004, 2008             |
| 2             | Fabian Wegmann     | 2009, 2010             |

### Overwinningen per land
| Overwinningen | Land                                   |
| ------------- | -------------------------------------- |
| 19            | België                                 |
| 13            | Duitsland                              |
| 7             | Italië                                 |
| 5             | Nederland, Noorwegen                   |
| 3             | Australië, Zwitserland                 |
| 2             | Denemarken, Frankrijk                  |
| 1             | Ierland, Slovenië, Verenigd Koninkrijk |

2011 · 2012 · 2013 · 2014 · 2015 · 2016 · 2017 · 2018 · 2019 · 2020 · 2021 · 2022 · 2023 · 2024 · 2025
Tour Down Under · Great Ocean Road Race · Ronde van de Verenigde Arabische Emiraten · Omloop Het Nieuwsblad · Strade Bianche · Parijs-Nice · Tirreno-Adriatico · Milaan-San Remo · Ronde van Catalonië · Classic Brugge-De Panne · E3 Harelbeke · Gent-Wevelgem · Dwars door Vlaanderen · Ronde van Vlaanderen · Ronde van het Baskenland · Parijs-Roubaix · Amstel Gold Race · Waalse Pijl · Luik-Bastenaken-Luik · Ronde van Romandië · Eschborn-Frankfurt · Ronde van Italië · Ronde van Auvergne-Rhône-Alpes · Ronde van Zwitserland · Copenhagen Sprint · Ronde van Frankrijk · Clásica San Sebastián · Ronde van Polen · Cyclassics Hamburg · Renewi Tour · Ronde van Spanje · Bretagne Classic · GP van Québec · GP van Montréal · Ronde van Lombardije · Ronde van Guangxi